# The Phoenix (film 1910)
The Phoenix è un cortometraggio del 1910 con Wallace Reid. Del film non si conosce il regista. Prodotto dalla Selig Polyscope Company, la sceneggiatura sull'omonimo lavoro teatrale di Milton Nobles che ne fu anche sceneggiatore e interprete.
Ḕ il debutto cinematografico per il giovane - all'epoca appena diciannovenne - Wallace Reid che proveniva dal teatro.

## Produzione
Venne prodotto e girato a Chicago dalla Selig Polyscope Company.

## Distribuzione
Distribuito dalla General Film Company, il film - un cortometraggio in una bobina - uscì nelle sale statunitensi il 18 luglio 1910.